# Márk Tamás
Márk Tamás (ur. 28 października 1993 w Székesfehérvárze) – węgierski piłkarz, występujący na pozycji obrońcy. Od 2023 roku zawodnik Neftçi PFK.

## Biografia
Do 2012 roku był juniorem Videotonu Fehérvár. Następnie został wcielony do drużyny rezerw Videotonu, w której występował przez jeden sezon. W 2013 roku przeszedł do Puskás Akadémia FC. W barwach tego klubu zadebiutował w rozgrywkach NB I 26 lipca w zremisowanym 1:1 meczu przeciwko Lombard Pápa Termál FC. W roku 2014 rozegrał dwa mecze w reprezentacji Węgier U-21. W 2015 roku został reprezentantem Diósgyőri VTK, w którym występował do lutego 2020 roku. Ogółem w NB I rozegrał 153 mecze. W 2020 roku został zawodnikiem Śląska Wrocław. Dwa lata później przeszedł do Sepsi Sfântu Gheorghe.

## Statystyki ligowe
| Sezon         | Klub                    | Liga        | Mecze | Gole |
| ------------- | ----------------------- | ----------- | ----- | ---- |
| 2012/2013     | Videoton FC Fehérvár II | NB III      | 25    | 3    |
| 2013/2014     | Puskás Akadémia FC      | NB I        | 22    | 0    |
| 2014/2015     | Puskás Akadémia FC      | NB I        | 16    | 0    |
| 2015/2016     | Diósgyőri VTK           | NB I        | 23    | 1    |
| 2016/2017     | Diósgyőri VTK           | NB I        | 21    | 2    |
| 2017/2018     | Diósgyőri VTK           | NB I        | 27    | 1    |
| 2018/2019     | Diósgyőri VTK           | NB I        | 27    | 0    |
| 2019/2020     | Diósgyőri VTK           | NB I        | 17    | 0    |
| 2019/2020 (w) | Śląsk Wrocław           | Ekstraklasa | 13    | 1    |
| 2020/2021     | Śląsk Wrocław           | Ekstraklasa | 24    | 0    |
| 2021/2022     | Śląsk Wrocław           | Ekstraklasa | 10    | 0    |

## Statystyki kariery reprezentacyjnej
(aktualne na dzień 23 listopada 2021)
| Reprezentacja | Rok  | Mecze | Bramki |
| ------------- | ---- | ----- | ------ |
| Węgry         |      |       |        |
| 2021          | 1    | 0     |        |
| Suma          | Suma | 1     | 0      |

| występy w reprezentacji Węgier | występy w reprezentacji Węgier | występy w reprezentacji Węgier | występy w reprezentacji Węgier | występy w reprezentacji Węgier | występy w reprezentacji Węgier | występy w reprezentacji Węgier |
| Lp.                            | Data                           | Miasto                         | Przeciwnik                     | Wynik                          | Rozgrywki                      |                                |
| ------------------------------ | ------------------------------ | ------------------------------ | ------------------------------ | ------------------------------ | ------------------------------ | ------------------------------ |
| 1.                             | 08.09.2021                     | Budapeszt, Węgry               | Andora                         | 2:1                            | el. MŚ 2022                    |                                |